# Laurent Tillie
Laurent Tillie (n. 1 decembrie 1963, Alger, Provincia Alger, Algeria) este un voleibalist ce a reprezentat Franța, medaliat olimpic. A participat la 2 ediții ale Jocurilor Olimpice (1988, 2020) în care a câștigat o medalie de aur.